# Plaine-d’Argenson
Plaine-d’Argenson község Franciaország Új-Aquitania régiójában, Deux-Sèvres megyében. Új községként 2018. január 1-jén jött létre négy korábbi község: Prissé-la-Charrière, Belleville, Boisserolles és Saint-Étienne-la-Cigogne egyesítésével. Lakosainak száma 993 fő (2022. január 1.).

## Népesség
| Lakosok száma | 986  | 966  | 970  | 965  | 974  | 984  | 993  |
|               | 2015 | 2017 | 2018 | 2019 | 2020 | 2021 | 2022 |